# Tokugawa Ieyoshi
Tokugawa Ieyoshi (徳川 家慶?; 22 giugno 1793 – 27 luglio 1853) è stato un militare giapponese.
Secondogenito di Tokugawa Ienari, fu il dodicesimo shōgun dello shogunato Tokugawa.

## Biografia
Con il suo ministro Mizuno Tadakuni avviò la riforma Tenpō (天保の改革?, Tenpō no kaikaku), che stabilizzò l'economia, ma proibì l'associazionismo, l'immigrazione verso Edo, e il Rangaku (il movimento culturale che si interessava di tradurre e divulgare testi occidentali in Giappone).
Nel 1844 il re olandese Guglielmo II inviò una lettera allo shōgun, in cui illustrava le conseguenze positive che l'industrializzazione occidentale aveva già portato nei paesi dell'estremo oriente. Nella lettera era implicito un avvertimento ad aprire i porti giapponesi al commercio con gli stranieri ma, dopo un esame da parte del bakufu nel 1845, questi rifiutò categoricamente la proposta.
Verso la fine del suo governo, nel 1853, si verificò l'episodio delle navi nere, nel quale il commodoro statunitense Matthew Perry si presentò nella baia di Edo con quattro navi da guerra, minacciando di far fuoco sulla capitale, domandando l'apertura di rotte commerciali con gli Stati Uniti e dunque, di fatto, l'abolizione del sakoku e delle politiche isolazioniste. Si dice che lo shōgun fu talmente sconvolto dalla concreta minaccia posta dalla marina statunitense che si ammalò e ne morì nel volgere dello stesso mese.

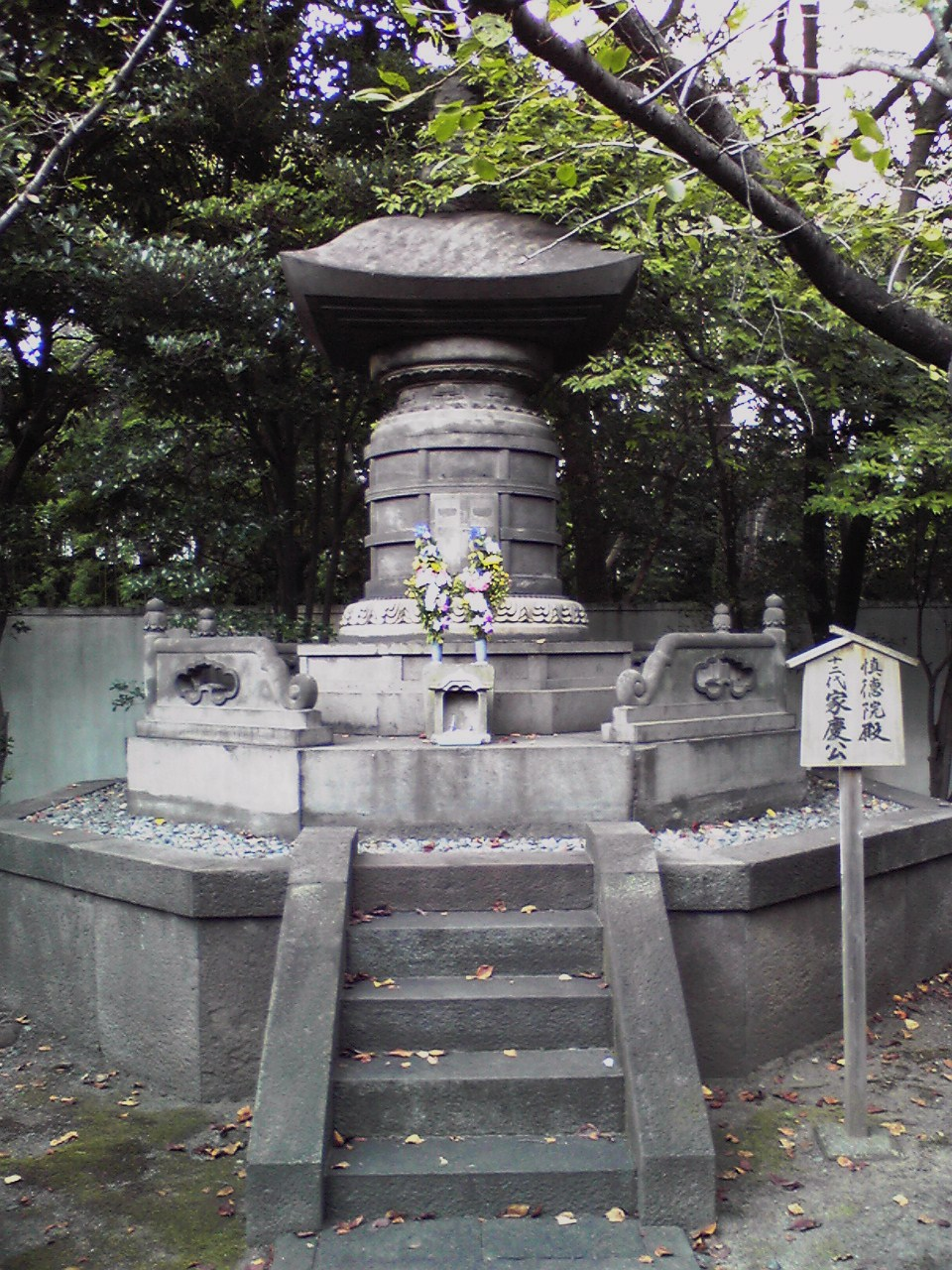
Monumento commemorativo a Zōjō-ji

## Nella cultura di massa
Tokugawa Ieyoshi compare come personaggio nel musical di Stephen Sondheim Pacific Overtures, nel quale viene assassinato da sua madre con un tè al crisantemo avvelenato.